# Marcel Lalue
Marcel Lalue (Francia, 24 de marzo de 1882-1951) fue un gimnasta artístico francés, triple campeón mundial en Burdeos 1905 en la general individual, concurso por equipos y barras paralelas.

## Carrera deportiva
En el Mundial de Burdeos 1905 consiguió un total de cuatro medallas: oro en la general individual —por delante de sus compatriotas Daniel Lavielle y Lucien Démanet—, en equipo —el equipo francés queda por delante del neerlandés (plata) y del belga (bronce)—, en barras paralelas —empatado con su compatriota Josef Lalue, ambos por delante del también francés Pierre Payssé— y medalla de plata en caballo con arcos, tras el francés Georges Dejaghère.